# アフマド・シャー・ドゥッラーニー
アフマド・シャー・ドゥッラーニー（Ahmad Shāh Durrāni, 1722年 - 1772年10月16日）は、ドゥッラーニー朝の初代シャー、在位：1747年 - 1772年。パシュトゥーン人アブダーリー部族連合ポーパルザイ族サドーザイ氏族出身。アフマド・シャーは、アブダーリー部族連合の名前を「真珠の時代」を意味するドゥッラーニーに変え、彼が創始した王朝の名前ともなった。

## 生涯
自立するまでは、アフマド・ハーン・アブダーリーとして、アフシャール朝の君主ナーディル・シャーに武将として仕えていた。
1747年、ナーディル・シャーの死後、カンダハールに進軍してアフシャール朝から自立した。同年10月、ローヤ・ジルガにおいて、アフガニスタン最初のシャーに推戴された。ここにアフガニスタンは政治的独立を確立した。
1749年春、25,000の軍でヘラートを征服。ついでマシュハドとニーシャープールを攻め、1750年の春にはアフシャール朝の首都ニーシャープールを陥落させた。
翌1751年には東に向かい、インドのムガル朝から、パンジャーブとカシミールを割譲させた。その後も各地で転戦し、王国の基礎を築いた。
1761年1月14日には、インドの覇権を握りつつあったマラーター同盟の軍勢を第三次パーニーパットの戦いで破り、その北進の中断と結束を崩すことに成功した。